# Hestiasula
Hestiasula es un género de mantis de la familia Hymenopodidae propio de Asia. Tiene diecinueve especies:
- Hestiasula basinigra
- Hestiasula brunneriana
- Hestiasula castetsi
- Hestiasula ceylonica
- Hestiasula gyldenstolpei
- Hestiasula hoffmanni
- Hestiasula inermis
- Hestiasula javana
- Hestiasula kaestneri
- Hestiasula major
- Hestiasula masoni
- Hestiasula moultoni
- Hestiasula nigrofemorata
- Hestiasula nitida
- Hestiasula phyllopus
- Hestiasula rogenhoferi
- Hestiasula seminigra
- Hestiasula woodi
- Hestiasula zhejiangensis